# Walter Schade
Walter Paul Ernst Schade (* 3. Oktober 1904 in Charlottenburg bei Berlin; † 11. Juni 1984 in Köln) war im nationalsozialistischen Deutschen Reich SS-Sturmbannführer, Leiter des Referates V D 1 (Spuren- und Personenidentifikation) in der Amtsgruppe V D (Kriminaltechnisches Institut der Sicherheitspolizei) des Reichssicherheitshauptamtes (RSHA) und Vertreter des Amtsgruppenleiters.

## Herkunft und Studium
Walter Schade wurde am 3. Oktober 1904 in Berlin als Sohn eines Kaufmanns in einem bürgerlich-protestantischen Elternhaus geboren. Nach dem Abitur und einem Praktikum in einer Porzellanfabrik begann Schade ein Chemiestudium im Wintersemester 1925/26. Seitdem war er Mitglied der Münchener Burschenschaft Arminia. Zum Dr.-Ing. promovierte er 1931.
Schon in früher Jugend hat sich Schade auf Seiten der politischen Rechten orientiert. So gehörte er dem Bayerischen Wehrwolf und dem Treubund Schlageter an. Unmittelbar nach der nationalsozialistischen Machtübernahme trat Schade im März 1933 der SA bei und wurde im Juni 1933 Mitglied der NSDAP. Zum 9. November 1937 wurde er in die SS aufgenommen (SS-Nummer 290.022).
Die Weltwirtschaftskrise vereitelte die Aufnahme einer Arbeit in seinem Beruf. Schade musste somit auf eine Universitätskarriere verzichten und bewarb sich daher Ende 1931 als Kriminalkommissarsanwärter bei der Berliner Kriminalpolizei. Im April 1932 wurde er eingestellt und nach abgeleistetem Lehrgang und bestandener Prüfung als Kriminalkommissar übernommen.

## Im Kriminaltechnischen Institut
Nach Einsatz in verschiedenen Kommissariaten des preußischen Landeskriminalpolizeiamtes, kam Schade im Mai 1938 schließlich ins neu geschaffene Kriminaltechnische Institut der Sicherheitspolizei (KTI), wo er das Referat V D 1 (Spuren- und Personenidentifikation) als Leiter übernahm und gleichzeitig zum Stellvertreter des KTI-Leiters Walter Heeß ernannt wurde.
In einem Personalbericht aus dem Jahre 1938 bestätigte der Leiter des Amtes V (Reichskriminalpolizeiamt – RKPA) – später Reichssicherheitshauptamtes (RSHA) – SS-Brigadeführer und Generalmajor der Polizei Arthur Nebe, Schade ein sehr gutes Auffassungsvermögen, energischen Willen und eine ernste Lebensauffassung sowie „gute körperliche und geistige Fähigkeiten“, Schade sei außerdem ein „zuverlässiger Beamter“ mit „Führereigenschaften“.
Im Juni 1942 trat Schade aus der evangelischen Kirche aus.
Als Referats- und stellvertretender Amtsgruppenleiter des KTI hatte Schade Kenntnis über alle die Vorgänge, mit denen das KTI in die nationalsozialistische Vernichtungspolitik, von der Aktion T4 bis zur „Endlösung der Judenfrage“, involviert war.

## Nach dem Krieg
Nach dem Krieg fand Schade eine Anstellung als Oberregierungsrat im Zollkriminalinstitut Köln.